# پارک ملی تل‌ماسه‌های بزرگ
پارک ملی تَل‌ماسه‌های بزرگ (به انگلیسی: Great Sand Dunes National Park) پارکی طبیعی در ایالت کلرادو در ایالات متحده آمریکا است.
این پارک که ۳۴۳ کیلومتر مربع مساحت دارد حاوی چشم‌اندازهای طبیعی فراوانی است.

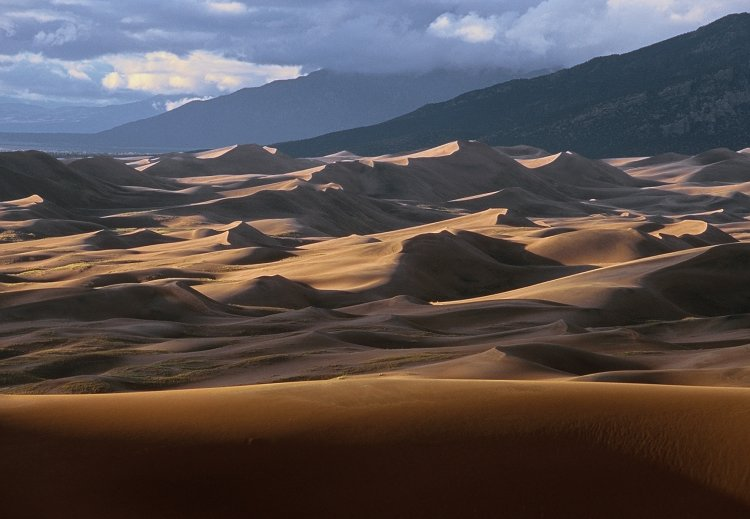